# Pansexualitet

Flaggan för pansexualitet.

Pansexualitet är en sexuell läggning där personen känner emotionell/sexuell dragning till personer oberoende av biologiskt kön eller könsidentitet. Pansexualitet kan anses som en egen sexuell läggning, i liknelse med bisexualitet i en bredare form, där det beskrivs som att intresset ligger i "personligheten och inte könet".
Pansexualitet som begrepp myntades av Sigmund Freud. Det har senare vidareutvecklats bland annat av radikalfeministiska teoretikern Shulamith Firestone.
Ordet pansexuell har funnits i Oxford English Dictionary sedan tidigt 1900-tal.  År 2001 fick ordet en plats i Svenska Akademins Ordlista. 

## Källhänvisningar
1. ↑  Hill, Marjorie J.; Jones, Billy E. (2002). Mental health issues in lesbian, gay, bisexual, and transgender communities. Washington, D.C.: American Psychiatric Association. Sid. 95. ISBN 978-1-58562-069-2. https://books.google.com/books?id=0NxXRsIfcpgC. Läst 28 februari 2011.
2. ↑   Sex and Society. "2". Singapore: Marshall Cavendish. 2010. Sid. 593. ISBN 978-0-7614-7907-9. https://books.google.com/books?id=YtsxeWE7VD0C&pg=PA593. Läst 28 juli 2013.
3. ↑  ”Arkiverade kopian”. Arkiverad från originalet den 30 september 2015. https://web.archive.org/web/20150930115417/http://www.rfsl.se/gavleborg/?p=4082. Läst 10 september 2015.
4. ↑  CNN, Emanuella Grinberg (1 augusti 2017). ”What it means to be pansexual”. CNN. https://www.cnn.com/2016/10/10/health/pansexual-feat/index.html. Läst 31 juli 2022.
5. ↑  Harrington, Carol (2018) (på engelska). Victoria Margree, Neglected or Misunderstood: The Radical Feminism of Shulamith Firestone. counterfutures.nz. sid. 181. https://counterfutures.nz/8/Harrington%20review.pdf. Läst 31 juli 2022
6. ↑  ”5 common misconceptions about pansexuality” (på engelska). Stonewall. 23 maj 2022. https://www.stonewall.org.uk/about-us/news/5-common-misconceptions-about-pansexuality. Läst 4 mars 2024.